# Sozialengagement der Georg Fischer AG
Die Stahlwerke Georg Fischer schufen seit ihrer Gründung für ihre Belegschaft Einrichtungen wie Familienwohnungen, Ferienkolonien und Bildungsstätten. Sie richteten für die Weiterbildung der Mitarbeiter Vortragszyklen und Kurse in Schaffhausen und Umgebung ein, ebenso Werkschulen, Lehrlingsheime, Erholungsheime und Sanatorien. 1925 wurde eine Fürsorgestelle für die Werkangehörigen von GF und deren Familien eingerichtet. Anne-Marie Bohnenblust leitete diese Stelle von 1925 bis zu ihrem Tod 1960.

## Unterstützung der Werkangehörigen im Alltag

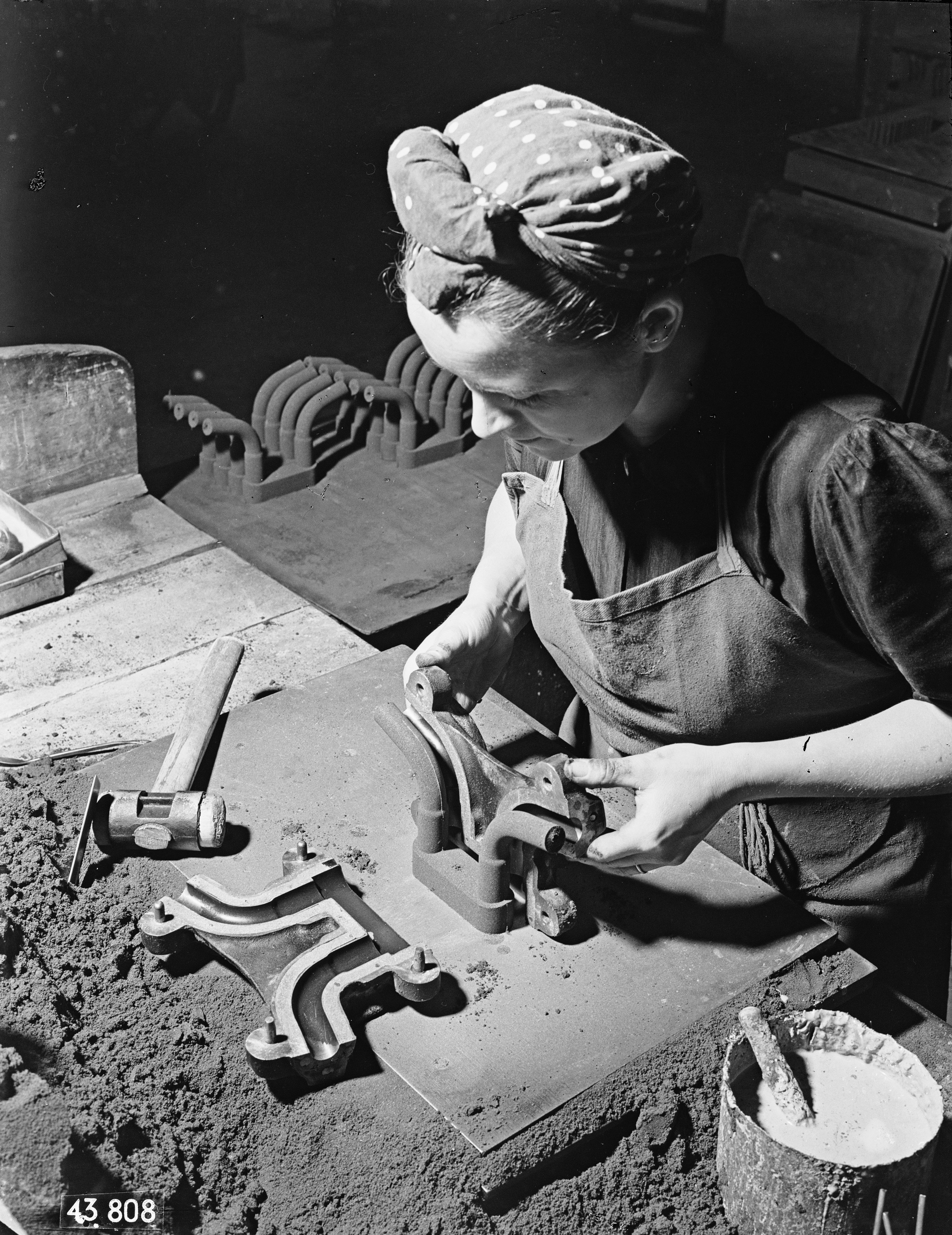
Kernmacherin der GF (1943)

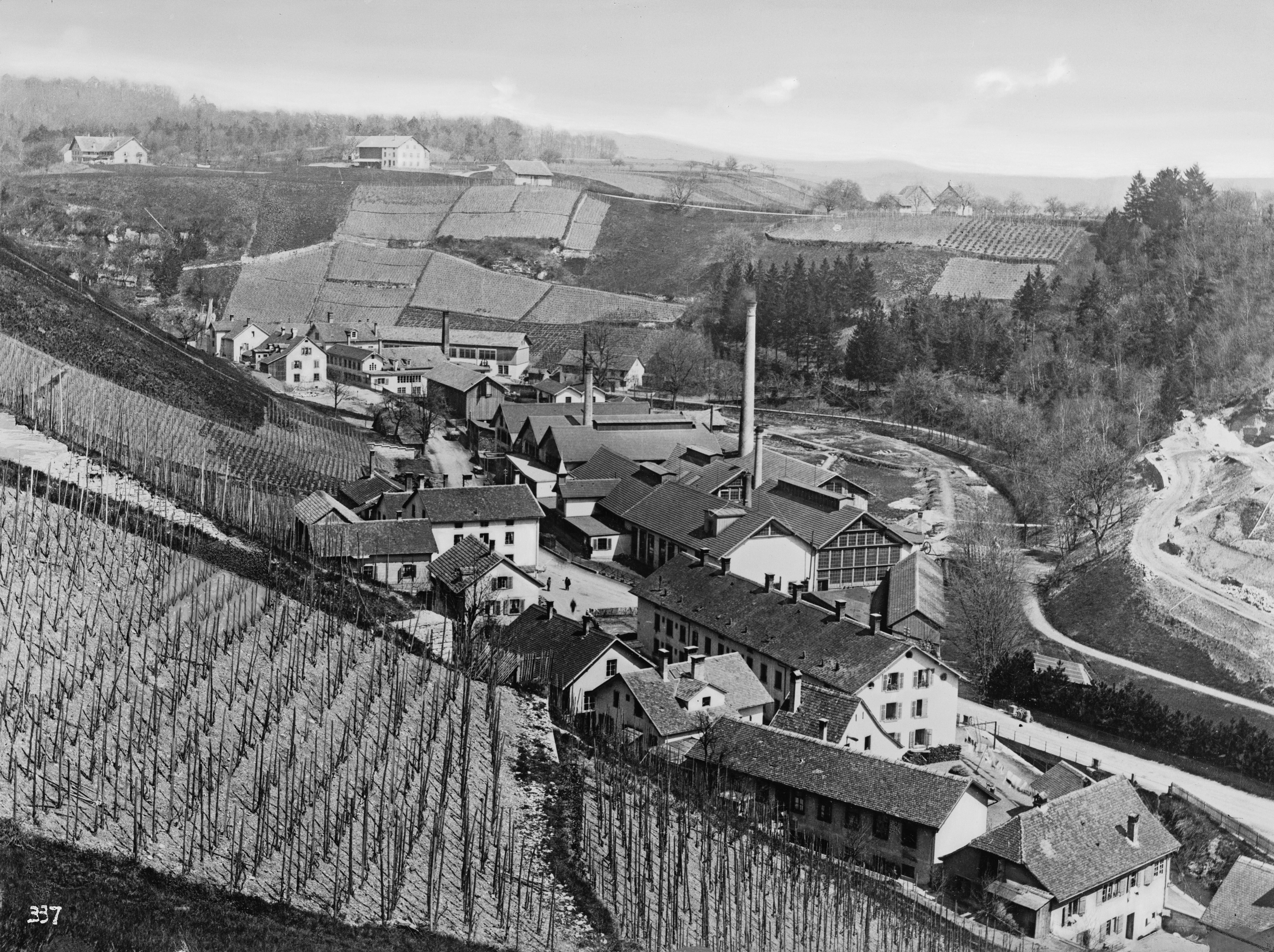
Georg Fischer-Werk I und erstes Arbeiterwohnhaus im Mühlental, Schaffhausen, ca. 1888

Zum Anbau von Obst- und Gemüse wurde kostenfrei Pflanzland an Werkangehörige abgegeben auf einer Gesamtfläche von 7,5 ha in 570 Parzellen. Für den Anbau wurden Gartenbaufachvorträge eingerichtet. Unter Ausnutzung der Restwärme von Glühöfen wurde eine Dörreinrichtung zum Dörren von Obst und Gemüse geschaffen. Von 1914 bis 1918 wurde am Husemersee ein eigenes Torfwerk betrieben. Während des Zweiten Weltkrieges wurde Kohle an Mitarbeiter, Spitäler und Schulen verteilt. Die Dörreinrichtung wurde erweitert und erneuert und zwei elektrische Öfen dafür angeschafft.

## Wohnungsbau
Der Wohnungsbau wurde unterstützt und entwickelte sich proportional zur steigenden Zahl der Arbeitskräfte. 1868 entstanden die ersten Arbeiterhäuser mit zahlreichen Wohnungen. Eine erste Wohnkolonie entstand 1906/1908 auf der hinteren «Breite» in Schaffhausen, eine weitere wurde u. a. in Singen am Hohentwiel erbaut (1922/1923), sowie das «Sanatorium du Midi» in Davos und das Erholungsheim Collinetta bei Ascona.
Der soziale Wohnungsbau begann bei Georg Fischer mit der Errichtung des Arbeiterhauses im Schaffhauser «Mühlental» 1868 und der ersten Wohnkolonie in Singen 1895. Mit der Gründung der hauseigenen «Baugesellschaft Breite» setzten ab 1906 umfangreiche Bauphasen ein. 1910/1911 wurden das «Schwarzadlergüetli» und im Jahr 1920 Dienstwohnungen am Felsenstieg/Lochstrasse in Schaffhausen gebaut. Auf der «Breite» in Schaffhausen entstanden 82 Wohnungen mit 3 bis 5 Zimmern sowie 21 Wohnungen in Singen. 1920 wurden Beamtenwohnungen auf dem Schaffhauser Geissberg errichtet. Die Arbeiterkolonie Schweizersbild in Stetten war 1918 fertiggestellt. Ein weiteres Bauprojekt für 19 Arbeiterfamilien begann im ehemaligen Kloster Paradies in Schlatt. Auch in Schaffhausen wurden zwischen 1919 und 1921 Mehrfamilienhäusern mit insgesamt 119 Wohnungen gebaut. Für das Werk in Singen wurden zwischen 1922 und 1930 über 100 Wohnungen eingerichtet. Gleichzeitig entstand an der Rielasingerstrasse ein grösserer Block mit Einfamilienhäusern. 1947 wurde durch die neu gegründete Wohnungsbaugesellschaft der Georg Fischer AG eine Unterkunft für Fremdarbeiter gebaut. 1949 besass die Georg Fischer AG über 513 Werkwohnungen in Singen und 340 weitere Werkwohnungen in und um Schaffhausen – zu dieser Zeit waren 20 % der verheirateten Arbeiter und Angestellten in werkeigenen Wohnungen untergebracht, die über Zentralheizungen, Badezimmer und praktische Küchen verfügten.